# Clark Főiskola
A Clark Főiskola az USA Washington államának Vancouver városában található felsőoktatási intézmény.
A főiskola hallgatói létszáma a második világháborút követően jelentős növekedésnek indult. 1951-től esti munkarendű kurzusokat is kínálnak.
A 2019-ben, Bob Knight visszavonulása után lefolytatott vizsgálat megállapította, hogy az egykori rektor a nőket (főleg a színes bőrűeket) diszkriminálta. 2020 januárjában a Felsőoktatási Szövetség által képviselt oktatók béremelést követelve sztrájkoltak.
Alapdiplomát szájhigiénia, menedzsment és emberi erőforrások szakokon bocsátanak ki.

## Kampusz
A 0,41 km2 területű kampusz a vancouveri Central Parkban található. A területen található egy napóra, amelyet az intézmény fennállásának 75. évfordulóján a pontosság javítása érdekében átalakítottak. A campus természettudományi (STEM) épületét 2016 nyarán adták át.
A város északi és keleti részén egy-egy telephely működik. Az intézményt a környezettudatosságot díjazó LEED minősítés arany fokozatával rendelkezik.

## Sport
A Northwest Athletic Conference tagjaként játszó Clark College Penguinsnek kosárlabda-, labdarúgó-, softball-, baseball- és atlétikai csapatai is vannak. 2012-ben dicsőségcsarnokot alapítottak.

## Nevezetes személyek
- Al Bauer, politikus[11]
- Bill Swain, amerikaifutball-játékos[12]
- Denis Hayes, környezetvédelmi aktivista[13]
- Mike Gaechter, amerikaifutball-játékos[14]
- Randy Myers, baseballozó[15]
- Ron Larson, matematikus[16]
- Sam Elliott, színész[17]
- Tim Leavitt, Vancouver korábbi polgármestere[18]
- Treva Throneberry, csaló, aki magát tinédzserlánynak kiadva többeket szexuális zaklatással vádolt[19]

## Fordítás
- Ez a szócikk részben vagy egészben  a   Clark College című angol Wikipédia-szócikk ezen változatának fordításán alapul.  Az eredeti cikk szerkesztőit annak laptörténete sorolja fel. Ez a jelzés csupán a megfogalmazás eredetét és a szerzői jogokat jelzi, nem szolgál a cikkben szereplő információk forrásmegjelöléseként.